# (21028) 1989 TO
(21028) 1989 TO est un astéroïde de la ceinture principale aréocroiseur découvert en 1989.

## Description
(21028) 1989 TO a été découvert le 4 octobre 1989 à l'observatoire Palomar, situé au nord de San Diego en Californie, par Eleanor Francis Helin.

### Caractéristiques orbitales
L'orbite de cet astéroïde est caractérisée par un demi-grand axe de 2,33 UA, un périhélie de 1,63 UA, une excentricité de 0,30 et une inclinaison de 21,78° par rapport à l'écliptique. Du fait de ces caractéristiques, à savoir un demi-grand axe inférieur à 3,2 UA et un périhélie compris entre 1,3 et 1,666 UA, il croise l'orbite de Mars et est classé, selon la JPL Small-Body Database, comme astéroïde aréocroiseur (aréo venant de Arès).

### Caractéristiques physiques
(21028) 1989 TO a une magnitude absolue (H) de 13,3 et un albédo estimé à 0,329.